# Henry Wilson (alelnök)
Henry Wilson, születési nevén Jeremiah Jones Colbath (Farmington, 1812. február 16. – Washington, 1875. november 22.) az Amerikai Egyesült Államok Massachusetts államának szenátora. 1873-tól 1875-ben bekövetkezett haláláig ő volt az Amerikai Egyesült Államok 18. alelnöke. Már az amerikai polgárháborút megelőzően is a Republikánus párt vezető alakja volt, továbbá határozottan ellenezte a rabszolgaság intézményét. Politikai pályafutása során határozott harcot folytatott a rebszolgaság eltörléséért.
Kezdetben a Whig Párt tagja volt, majd részt vett a Free Soil Party 1848-as megalapításában. A párt elnöke volt az 1852-es elnökválasztás idején. Szorgalmason dolgozott egy rabszolgaság-ellenes koalíció létrehozásán. Miután a Free Soil Party az 1850-es évek közepén feloszlott, Wilson belépett az akkor alakult Republikánus Pártba, melynek megalapításában maga is részt vállalt.
Politikai pályafutása során olyan ügyeket támogatott, melyek gyakran nem voltak népszerűek, ilyen volt például a fehér és fekete munkavállalók jogainak helyzete, vagy a rabszolgaság betiltása.
1872-ben a (republikánus) képviselőház kilenc politikus nevét nyújtotta be vizsgálatra a (republikánus) szenátusnak a Crédit Mobilier-botrány miatt, a listán Henry Wilson is szerepelt.